# مدار ۸۳ درجه شمالی
مدار ۸۳ درجه شمالی، دایره‌ای از عرض جغرافیایی است که در ۸۳ درجهٔ شمالی خط استوا  قرار دارد.

## گذر از مناطق
از نصف‌النهار مبدأ شروع می‌شود و به سمت مشرق ۸۳ درجه شمالی از موارد زیر گذر می‌کند:
| مختصات‌ها                                           | کشور، قلمرو یا دریا | توضیحات                                                                              |
| -------------------------------------------------- | ------------------- | ------------------------------------------------------------------------------------ |
| ۸۳°۰′ شمالی ۰°۰′ شرقی / ۸۳٫۰۰۰°شمالی ۰٫۰۰۰°شرقی    | اقیانوس منجمد شمالی |                                                                                      |
| ۸۳°۰′ شمالی ۷۷°۲۵′ غربی / ۸۳٫۰۰۰°شمالی ۷۷٫۴۱۷°غربی | کانادا              | نوناووت - جزیره الزمیر                                                               |
| ۸۳°۰′ شمالی ۶۸°۱۸′ غربی / ۸۳٫۰۰۰°شمالی ۶۸٫۳۰۰°غربی | دریای لینکلن        |                                                                                      |
| ۸۳°۰′ شمالی ۴۶°۴۵′ غربی / ۸۳٫۰۰۰°شمالی ۴۶٫۷۵۰°غربی | گرینلند             | Sverdrup Island, the mainland, Borup Island, MacMillan Island and the mainland again |
| ۸۳°۰′ شمالی ۲۴°۴۵′ غربی / ۸۳٫۰۰۰°شمالی ۲۴٫۷۵۰°غربی | اقیانوس منجمد شمالی |                                                                                      |